# ريتشارد بي روبنشتاين
ريتشارد بي روبنشتاين (بالإنجليزية: Richard P. Rubinstein)‏ هو منتج أفلام أمريكي، ولد في 15 يونيو 1947 في بروكلين في الولايات المتحدة.

## وصلات خارجية
- ريتشارد بي روبنشتاين على موقع IMDb (الإنجليزية)
- ريتشارد بي روبنشتاين على موقع بوكس أوفيس موجو (الإنجليزية)
- ريتشارد بي روبنشتاين على موقع قاعدة بيانات الفيلم (الإنجليزية)